# Reforming
Reforming (reforming katalityczny, reformowanie benzyny) – proces stosowany wobec lekkich frakcji ropy naftowej lub produktów krakingu w celu otrzymania paliw o wysokiej liczbie oktanowej, w czasie którego zachodzą reakcje izomeryzacji, odwodornienia, cyklizacji, hydrokrakingu i aromatyzacji.
Frakcje benzynowe i naftowe wrzące w zakresie temperatury 82–190 °C są poddawane wstępnej hydrorafinacji w celu usunięcia związków będących truciznami katalizatorów reformingu katalitycznego. Właściwy proces prowadzony jest w obecności wodoru, obecnie najczęściej wobec katalizatorów bi- i polimetalicznych (platyna z dodatkiem renu, irydu, germanu osadzonych na γ-Al2O3) lub aktywowanych procesem chlorowania katalizatorach platynowych i platynowo-irydowych na tlenku glinu w temperaturze 480–525 °C pod ciśnieniem 0,345–3 MPa. W przeszłości używane były również katalizatory molibdenowo-glinowe i dla odróżnienia proces wykorzystujący katalizator platynowy nazywano platformingiem, a w przypadku użycia katalizatora molibdenowo-glinowego – hydroformingiem.